# 韩国民主党
韩国民主党是1945年9月18日創立的大韓民國保守自由主義政黨，韓國獨立後的早期政黨之一，簡稱韓民黨（한민당）。
首任主席總務由右派獨立運動家宋鎮禹擔任，1945年12月宋鎮禹被暗殺後由金性洙繼任。1949年1月26日，為了組成反李承晚勢力集結，韓民黨與申翼熙的大韓國民黨、池青天的大同青年團合併成新黨「民主國民黨」。

## 主要選舉記錄

### 国会选举
| 年度   | 選舉  | 赢得议席 | 得票数  | 得票率  | 选举结果         | 領袖   |
| ------ | ----- | -------- | ------- | ------- | ---------------- | ------ |
| 1948年 | 第1届 | 29 / 200 | 916,322 | 13.51％ | 新政党，第二大党 | 金性洙 |

## 註腳
1. ↑  韩国民主党[永久] 